# THE IDOLM@STER MASTER ARTIST 3
『THE IDOLM@STER MASTER ARTIST 3』（アイドルマスター マスターアーティスト スリー）は、2014年8月27日より日本コロムビアから発売されたCDシリーズ。

## 概要
『MASTER ARTISTシリーズ』の「アイドルマスター ワンフォーオール」版。PrologueとFINALEがシングルで、他はアルバムとなっている。
アルバム盤の収録内容は「ワンフォーオール」のDLC追加楽曲1曲（同時発売CDの共通曲）とソロシナリオ付属の個別曲、従来曲のソロミックス1曲、日本コロムビアHPで募集されたカバー曲2曲、ボーナストラックとして「ONLY MY NOTE」のソロミックスの計7曲収録。
これまでの『MASTER ARTISTシリーズ』と違い、同時発売CDのキャラクタが参加したユニット曲やドラマパートは収録されていない。そのかわり、同時発売CDをすべて購入すると、発売日から1ヶ月の間「クラブレコチョク」から共通収録曲のユニットによるリミックスver.がダウンロード可能となるサービスが行われた。なお、このユニットver.は2018年1月に行われたライブイベントの会場限定販売CDに改めて収録されている。
カバー曲は普通の募集の他に、メンバーを4グループに分けて春夏秋冬それぞれの季節をテーマにした曲が募集された。
ジャケットイラストはイラストレーター集団「ルノテオ」のChisatoが担当。
CD初収録曲は太字、カバー曲は斜体で表記する。

## Prologue ONLY MY NOTE
2014年8月27日発売。『ワンフォーオール』のテーマソング「ONLY MY NOTE」と、新キャラ玲音用の新曲「アクセルレーション」、またこのCDの発売前日にDLCとして配信された各キャラの個別ソロ新曲をメドレー形式で収録したシングル。
収録曲
1. ONLY MY NOTE（M@STER VERSION）
歌：765PRO ALLSTARS[注 1]
作詞：marhy、作曲・編曲：BNSI（内田哲也）
2. アクセルレーション（M@STER VERSION）
歌：玲音（茅原実里）
作詞：Selena Higa、作曲：BNGI（Toaki Usami）、編曲：tatsuo・Hideaki Ikawa
3. ワンフォーオール DLC2014年8月ソロ新曲メドレー
  - ステキハピネス
  - 全力アイドル
  - 絶険、あるいは逃げられぬ恋
  - ふたつの月
  - コイ・ココロ
  - Nostalgia
  - トリプルAngel
  - プラ・ソニック・ラブ！
  - Pon De Beach
  - あの日のナミダ
  - 私だって女の子
  - 放課後ジャンプ
  - 細氷
4. ONLY MY NOTE（M@STER VERSION）オリジナル・カラオケ
5. アクセルレーション（M@STER VERSION）オリジナル・カラオケ

## 01 天海春香
2015年4月22日発売。02・03と同時発売。
収録曲
歌はすべて天海春香（中村繪里子）。
1. ステキハピネス（M@STER VERSION）
作詞：mft、作曲・編曲：BNSI（kyo）
2. Honey Heartbeat（M@STER VERSION）
作詞：BNEI（MC TC）、作曲・編曲：BNEI（LindaAI-CUE）
3. 天使の絵の具
作詞・作曲：飯島真理、カバーアレンジ：岡野裕次郎（TRYTONELABO）
オリジナルアーティスト：飯島真理
4. アイスキャンディー
作詞：Bee'、作曲：藤田淳平、カバーアレンジ：TAKT（TRYTONELABO）
オリジナルアーティスト：MAKO
5. キミ＊チャンネル（M@STER VERSION）
作詞：愛原圭織、作曲・編曲：佐々木宏人
6. ステキハピネス（M@STER VERSION）オリジナル・カラオケ
7. ONLY MY NOTE（M@STER VERSION）

## 02 我那覇響
2015年4月22日発売。01・03と同時発売。
収録曲
歌はすべて我那覇響（沼倉愛美）。
1. Pon De Beach（M@STER VERSION）
作詞：BNSI（MC TC）、作曲・編曲：BNSI（Taku Inoue）
2. shiny smile（M@STER VERSION）
作詞：朝日祭、作曲・編曲：BNEI（Yoshi）
3. かざぐるま
作詞：一青窈、作曲：武部聡志、カバーアレンジ：滝澤俊輔（TRYTONELABO）
オリジナルアーティスト：一青窈
4. Buzzstyle
作詞・作曲：Yaiko、カバーアレンジ：岡野裕次郎（TRYTONELABO）
オリジナルアーティスト：矢井田瞳
5. キミ＊チャンネル（M@STER VERSION）
6. Pon De Beach（M@STER VERSION）オリジナル・カラオケ
7. ONLY MY NOTE（M@STER VERSION）

## 03 菊地真
2015年4月22日発売。01・02と同時発売。
収録曲
歌はすべて菊地真（平田宏美）。
1. 絶険、あるいは逃げられぬ恋（M@STER VERSION）
作詞：BNSI（Linda・Sgt.）、作曲・編曲：BNSI（LindaAI-CUE）
2. It's Show（M@STER VERSION）
作詞：yura、作曲：藤末樹、編曲：草野よしひろ
3. アンバランスなKissをして
作詞：山田ひろし、作曲：高橋ひろ、カバーアレンジ：TAKT（TRYTONELABO）
オリジナルアーティスト：高橋ひろ
4. 変わらないもの
作詞・作曲・オリジナルアーティスト：奥華子、カバーアレンジ：滝澤俊輔（TRYTONELABO）
5. キミ＊チャンネル（M@STER VERSION）
6. 絶険、あるいは逃げられぬ恋（M@STER VERSION）オリジナル・カラオケ
7. ONLY MY NOTE（M@STER VERSION）

## 04 星井美希
2015年6月3日発売。05・06と同時発売。
チャート成績
6月2日付のオリコンデイリーランキングでは1位にランクイン。『THE IDOLM@STER』のCD作品としては初の首位獲得となった。
収録曲
歌はすべて星井美希（長谷川明子）。
1. Nostalgia（M@STER VERSION）
作詞・作曲・編曲：AJURIKA
2. きゅんっ！ヴァンパイアガール（M@STER VERSION）
作詞・作曲・編曲：ササキトモコ
3. Catch You Catch Me
作詞・作曲：広瀬香美、カバーアレンジ：鳥居克成
オリジナルアーティスト：グミ
4. 高鳴る
作詞・作曲：藤田麻衣子、カバーアレンジ：TAKT（TRYTONELABO）
オリジナルアーティスト：藤田麻衣子
5. 99 Nights（M@STER VERSION）
作詞：BNSI（MC TC）、作曲・編曲：BNSI（Taku Inoue）
6. Nostalgia（M@STER VERSION）オリジナル・カラオケ
7. ONLY MY NOTE（M@STER VERSION）

## 05 水瀬伊織
2015年6月3日発売。04・06と同時発売。
収録曲
歌はすべて水瀬伊織（釘宮理恵）。
1. 全力アイドル（M@STER VERSION）
作詞・作曲・編曲：ササキトモコ
2. 七彩ボタン（M@STER VERSION）
作詞：遠藤フビト、作曲・編曲：BNEI（内田哲也）
3. カプチーノ
作詞・作曲：シーナ・リンゴ、カバーアレンジ：岡野裕次郎（TRYTONELABO）
オリジナルアーティスト：ともさかりえ
4. 風立ちぬ
作詞：松本隆、作曲：大瀧詠一、カバーアレンジ：平清十郎（TRYTONELABO）
オリジナルアーティスト：松田聖子
5. 99 Nights（M@STER VERSION）
6. 全力アイドル（M@STER VERSION）オリジナル・カラオケ
7. ONLY MY NOTE（M@STER VERSION）

## 06 四条貴音
2015年6月3日発売。04・05と同時発売。
収録曲
歌はすべて四条貴音（原由実）。
1. ふたつの月（M@STER VERSION）
作詞・作曲・編曲：BNSI（kyo）
2. KisS
作詞：yura Dark、作曲：橋本由香利
3. Destiny-太陽の花-
作詞：六ツ見純代、作曲：柳沢英樹、カバーアレンジ：鳥居克成
オリジナルアーティスト：島谷ひとみ
4. せぷてんばぁ
作詞・作曲：横山剣、カバーアレンジ：岡野裕次郎（TRYTONELABO）
オリジナルアーティスト：クレイジーケンバンド
5. 99 Nights（M@STER VERSION）
6. ふたつの月（M@STER VERSION）オリジナル・カラオケ
7. ONLY MY NOTE（M@STER VERSION）

## 07 如月千早
2015年7月8日発売。08・09と同時発売。
収録曲
歌はすべて如月千早（今井麻美）。
1. 細氷（M@STER VERSION）
作詞：貝田由里子、作曲・編曲：BNSI（椎名豪）
2. Fate of the World
作詞・作曲・編曲：BNSI（kyo）
3. 数え歌
作詞・作曲：池田綾子、カバーアレンジ：岡野裕次郎（TRYTONELABO）
オリジナルアーティスト：池田綾子
4. 恋人がサンタクロース
作詞・作曲：松任谷由実、カバーアレンジ：三浦誠司
オリジナルアーティスト：松任谷由実
5. 静かな夜に願いを… (M@STER VERSION)
作詞：BNSI（柿埜嘉奈子）、作曲・編曲：BNSI（kyo）
6. 細氷（M@STER VERSION）オリジナル・カラオケ
7. ONLY MY NOTE（M@STER VERSION）

## 08 双海真美
2015年7月8日発売。07・09と同時発売。
収録曲
歌はすべて双海真美（下田麻美）。
1. 放課後ジャンプ（M@STER VERSION）
作詞・作曲・編曲：BNSI（佐藤貴文）
2. Do-Dai (M@STER VERSION)
作詞：BNEI（mft）、作曲・編曲：BNEI（中川浩二）
3. Yeah! めっちゃホリディ
作詞・作曲：つんく♂、カバーアレンジ：岡野裕次郎（TRYTONELABO）
オリジナルアーティスト：松浦亜弥
4. WHITE BREATH
作詞：井上秋緒、作曲：浅倉大介、カバーアレンジ：平清十郎（TRYTONELABO）
オリジナルアーティスト：T.M.Revolution
5. 静かな夜に願いを… (M@STER VERSION)
6. 放課後ジャンプ（M@STER VERSION）オリジナル・カラオケ
7. ONLY MY NOTE（M@STER VERSION）

## 09 萩原雪歩
2015年7月8日発売。07・08と同時発売。
収録曲
歌はすべて萩原雪歩（浅倉杏美）。
1. あの日のナミダ（M@STER VERSION）
作詞：伊那村さちこ、作曲：BNSI（Yoshi）、編曲：石塚玲依
2. Kosmos, Cosmos
作詞：遠藤フビト、作曲・編曲：BNEI（内田哲也）
3. Agape
作詞・作曲：岡崎律子、編曲：西脇辰弥
オリジナルアーティスト：メロキュア
4. Snowdome
作詞：木村カエラ、作曲：BEAT CRUSADERS、カバーアレンジ：TAKT（TRYTONELABO）
オリジナルアーティスト：木村カエラ
5. 静かな夜に願いを… (M@STER VERSION)
6. あの日のナミダ（M@STER VERSION）オリジナル・カラオケ
7. ONLY MY NOTE（M@STER VERSION）

## 10 高槻やよい
2015年10月21日発売。11と同時発売。
収録曲
歌はすべて高槻やよい（仁後真耶子）。
1. プラ・ソニック・ラブ！（M@STER VERSION）
作詞：後藤裕之、作曲・編曲：BNSI（川田宏行）
2. チクタク
作詞：白瀬彩、作曲：Asu（The New Classics）、編曲：関淳二郎
3. ヒーロー
作詞・作曲：FUNKY MONKEY BABYS、作曲：田中隼人、カバーアレンジ：岡野裕次郎（TRYTONELABO）
オリジナルアーティスト：FUNKY MONKEY BABYS
4. はらり、ひらり
作詞・作曲：井手コウジ、カバーアレンジ：TAKT（TRYTONELABO）
オリジナルアーティスト：sona
5. Good-Byes (M@STER VERSION)
作詞：BNSI（MC TC）、作曲・編曲：BNSI（Taku Inoue）
6. プラ・ソニック・ラブ！（M@STER VERSION）オリジナル・カラオケ
7. ONLY MY NOTE（M@STER VERSION）

## 11 三浦あずさ
2015年10月21日発売。10と同時発売。
収録曲
歌はすべて三浦あずさ（たかはし智秋）。
1. コイ・ココロ（M@STER VERSION）
作詞・作曲・編曲：BNSI（トリ音）
2. ハニカミ！ファーストバイト
作詞：後藤裕之、作曲・編曲：BNEI（中川浩二）、編曲：BNEI（増渕裕二）
3. 久遠の河
作詞：松井五郎、作曲：岩代太郎、カバーアレンジ：滝澤俊輔（TRYTONELABO）
オリジナルアーティスト：alan
4. 千本桜
作詞・作曲：黒うさ、カバーアレンジ：平清十郎（TRYTONELABO）
オリジナルアーティスト：初音ミク
5. Good-Byes (M@STER VERSION)
6. コイ・ココロ（M@STER VERSION）オリジナル・カラオケ
7. ONLY MY NOTE（M@STER VERSION）

## 12 双海亜美
2015年11月11日発売。13と同時発売。
収録曲
歌はすべて双海亜美（下田麻美）。
1. トリプルAngel（M@STER VERSION）
作詞・作曲・編曲：BNSI（佐藤貴文）
2. コーヒー1杯のイマージュ
作詞：井筒日美、作曲・編曲：小野貴光
3. YATTA!
作詞：はっぱ隊、作曲：DANCE☆MAN、カバーアレンジ：岡野裕次郎（TRYTONELABO）
オリジナルアーティスト：はっぱ隊
4. 贈る言葉
作詞：武田鉄矢、作曲：千葉和臣、カバーアレンジ：滝澤俊輔（TRYTONELABO）
オリジナルアーティスト：海援隊
5. Good-Byes (M@STER VERSION)
6. トリプルAngel（M@STER VERSION）オリジナル・カラオケ
7. ONLY MY NOTE（M@STER VERSION）

## 13 秋月律子
2015年11月11日発売。12と同時発売。
収録曲
歌はすべて秋月律子（若林直美）。
1. 私だって女の子（M@STER VERSION）
作詞：ササキヒロト、作曲・編曲：BNSI（平井克明）
2. 愛 LIKE ハンバーガー
作詞：白瀬彩、作曲・編曲：BNEI（田島勝朗）
3. Diamonds
作詞：中山加奈子、作曲：奥居香、カバーアレンジ：平清十郎（TRYTONELABO）
オリジナルアーティスト：プリンセス プリンセス
4. 桜色舞うころ
作詞・作曲：川江美奈子、カバーアレンジ：平清十郎（TRYTONELABO）
オリジナルアーティスト：中島美嘉
5. Good-Byes (M@STER VERSION)
6. 私だって女の子（M@STER VERSION）オリジナル・カラオケ
7. ONLY MY NOTE（M@STER VERSION）

## FINALE Destiny
2016年2月17日発売。『ワンフォーオール』用の新曲「Destiny」と、玲音用の新曲「アルティメットアイズ」のM@STER VERSIONを収録したシングル。通常盤と初回限定盤があり、限定盤にはCDの曲に「ONLY MY NOTE (M@STER VERSION)」を加え、ボーナストラックとして「Destiny (M@STER VERSION)」のソロミックス12曲を収録したBlu-ray Audio DISCが付属する。
収録曲
1. Destiny（M@STER VERSION）
歌：765PRO ALLSTARS[注 1]
作詞：白瀬彩、作曲・編曲：BNSI（渡辺量）
2. アルティメットアイズ（M@STER VERSION）
歌：玲音（茅原実里）
作詞：Selena Higa、作曲：BNEI（Toaki Usami）、編曲：王子マスター・Bug Fixer
3. Destiny（M@STER VERSION）オリジナル・カラオケ
4. アルティメットアイズ（M@STER VERSION）オリジナル・カラオケ